# Dimorphocarpa
Dimorphocarpa es un género de fanerógamas perteneciente a la familia Brassicaceae. Comprende 6 especies descritas y de estas, solo 4 aceptadas.

## Taxonomía
El género fue descrito por Reed Clark Rollins y publicado en Publ. Bussey Inst. Harvard Univ. 1979: 20–31, pl. 3–4, map 1. 1979.

## Especies aceptadas
A continuación se brinda un listado de las especies del género Dimorphocarpa aceptadas hasta julio de 2014, ordenadas alfabéticamente. Para cada una se indica el nombre binomial seguido del autor, abreviado según las convenciones y usos.	
- Dimorphocarpa candicans (Raf.) Rollins
- Dimorphocarpa membranacea
- Dimorphocarpa pinnatifida
- Dimorphocarpa wislizenii